# Giới hạn Roche
Giới hạn Roche là một khoảng cách gần nhất mà hai thiên thể có được. Nếu vượt qua khoảng cách đó, thiên thể nhỏ hơn trong hai thiên thể sẽ bị vỡ vụn. Ví dụ, nếu Mặt Trăng vượt qua giới hạn Roche, nó sẽ bị vỡ thành trăm mảnh. Nhưng cũng có thể gây thiệt hại cho hành tinh lớn hơn là Trái Đất. Dù vậy, có một số thiên thể bị hút lại gần Lỗ đen và chẳng những thế, nó còn vượt qua giới hạn Roche, và vì thế nên nó bị nghiền nát. Nhà thiên văn Pháp Edouard Albert Roche (D.Roche) (1820–1883) là người đầu tiên tính ra giới hạn này.

## Giải thích
Sao chổi Shoemaker-Levy 9 đã bị lực thủy triều của Sao Mộc làm cho tan rã thành một chuỗi các thiên thể nhỏ hơn vào năm 1992, trước khi va chạm với hành tinh này vào năm 1994.
Thông thường, giới hạn Roche áp dụng cho sự tan rã của vệ tinh do các lực thủy triều gây ra bởi chính nó, cơ thể mà nó quay quanh. Các bộ phận của vệ tinh gần với khối chính bị thu hút mạnh hơn bởi lực hấp dẫn từ khối chính so với các bộ phận ở xa hơn; sự chênh lệch này có hiệu quả kéo các phần gần và xa của vệ tinh cách xa nhau và nếu chênh lệch (kết hợp với bất kỳ hiệu ứng ly tâm nào do spin của vật thể) lớn hơn lực hấp dẫn giữ vệ tinh lại với nhau, nó có thể kéo vệ tinh riêng biệt. Một số vệ tinh thực sự, cả tự nhiên và nhân tạo, có thể quay quanh trong giới hạn Roche của chúng vì chúng được giữ bởi các lực khác ngoài trọng lực. Các vật thể nằm trên bề mặt của một vệ tinh như vậy sẽ bị lực thủy triều đẩy đi. Một vệ tinh yếu hơn, như sao chổi, có thể bị vỡ khi vượt qua giới hạn Roche.
Vì trong giới hạn Roche, các lực thủy triều áp đảo các lực hấp dẫn có thể giữ vệ tinh lại với nhau, không có vệ tinh nào có thể hấp dẫn ra khỏi các hạt nhỏ hơn trong giới hạn đó. Thật vậy, hầu hết tất cả các vòng hành tinh được biết đều nằm trong giới hạn Roche của chúng. (Các trường hợp ngoại lệ đáng chú ý là nhẫn E-Ring và Phoebe của Sao Thổ. Hai chiếc nhẫn này có thể là tàn dư từ đĩa bồi tụ hành tinh nguyên sinh của hành tinh không kết hợp thành mặt trăng hoặc ngược lại hình thành khi một mặt trăng đi qua giới hạn Roche và vỡ ra.)
Giới hạn Roche không phải là yếu tố duy nhất khiến sao chổi bị phá vỡ. Tách bằng ứng suất nhiệt, áp suất khí bên trong và tách quay là những cách khác để sao chổi tách ra dưới ứng sất

## Các ví dụ được chọn
Bảng dưới đây cho thấy mật độ trung bình và bán kính xích đạo cho các đối tượng được chọn trong Hệ mặt trời.
| Sơ cấp          | Mật độ (kg / m³) | Bán kính (m) |
| --------------- | ---------------- | ------------ |
| Mặt Trời        | 1.408            | 696.000.000  |
| Trái Đất        | 5,513            | 6.378.137    |
| Mặt Trăng       | 3,346            | 1,737,100    |
| Sao Mộc         | 1.326            | 71.493.000   |
| Sao Thổ         | 687              | 60.267.000   |
| Sao Thiên Vương | 1.318            | 25.557.000   |
| Sao Hải vương   | 1.638            | 24.766.000   |

Các phương trình cho giới hạn Roche liên quan đến bán kính quỹ đạo bền vững tối thiểu với tỷ lệ mật độ của hai vật thể và bán kính của cơ thể chính. Do đó, sử dụng dữ liệu trên, giới hạn Roche cho các đối tượng này có thể được tính toán. Điều này đã được thực hiện hai lần cho mỗi trường hợp, giả sử các thái cực của các trường hợp cơ thể không linh hoạt và linh hoạt. Mật độ trung bình của sao chổi là khoảng 500 kg / m³.
Bảng dưới đây đưa ra các giới hạn Roche được biểu thị bằng km và bán kính chính. Các bán kính trung bình của các quỹ đạo có thể được so sánh với các giới hạn Roche. Để thuận tiện, bảng liệt kê bán kính trung bình của quỹ đạo cho mỗi quỹ đạo, ngoại trừ các sao chổi, có quỹ đạo cực kì dễ thay đổi và lập dị.
| Thân hình | Vệ tinh   | Giới hạn Roche (chất rắn) | Giới hạn Roche (chất rắn) | Giới hạn Roche (chất lỏng) | Giới hạn Roche (chất lỏng) | Bán kính quỹ đạo trung bình (km) |
| Thân hình | Vệ tinh   | Khoảng cách (km)          | R                         | Khoảng cách (km)           | R                          | Bán kính quỹ đạo trung bình (km) |
| --------- | --------- | ------------------------- | ------------------------- | -------------------------- | -------------------------- | -------------------------------- |
| Trái Đất  | Mặt Trăng | 9,492                     | 1,49                      | 18.381                     | 2,88                       | 384.399                          |
| Trái Đất  | Sao chổi  | 17.887                    | 2,80                      | 34.638                     | 5,43                       | Không có                         |
| Mặt Trời  | Trái Đất  | 556.397                   | 0,80                      | 1.077.467                  | 1,55                       | 149,597,890                      |
| Mặt Trời  | Sao Mộc   | 894.677                   | 1,29                      | 1,732,549                  | 2,49                       | 778,412,010                      |
| Mặt Trời  | Mặt Trăng | 657.161                   | 0,94                      | 1.272,598                  | 1,83                       | 149,597,890                      |
| Mặt Trời  | Sao chổi  | 1.238.390                 | 1,78                      | 2.398.152                  | 3,45                       | Không có                         |

Các vật thể này nằm ngoài giới hạn Roche của chúng bởi nhiều yếu tố khác nhau, từ 21 đối với Mặt trăng (vượt quá giới hạn Roche của vật thể linh động) như là một phần của hệ thống Mặt Trăng - Trái Đất, lên đến hàng trăm đối với Trái Đất và Sao Mộc.
Bảng dưới đây đưa ra cách tiếp cận gần nhất của mỗi vệ tinh trong quỹ đạo của nó chia cho giới hạn Roche của chính nó. Lưu ý rằng Pan, Cordelia và Naiad,có thể khá gần với điểm phân tách thực tế của chúng.
Trong thực tế, mật độ của hầu hết các vệ tinh bên trong của các hành tinh khổng lồ không được biết đến. Trong các trường hợp được in nghiêng, các giá trị có thể đã được giả định, nhưng giới hạn Roche thực tế của chúng có thể thay đổi so với giá trị được hiển thị.
| Sơ cấp          | Vệ tinh    | Giới hạn quỹ đạo bán kính / Roche | Giới hạn quỹ đạo bán kính / Roche |
| Sơ cấp          | Vệ tinh    | (không linh động)                 | (linh động)                       |
| --------------- | ---------- | --------------------------------- | --------------------------------- |
| Mặt Trời        | Sao Thủy   | 104: 1                            | 54: 1                             |
| Trái Đất        | Mặt Trăng  | 41: 1                             | 21: 1                             |
| Sao Hoả         | Phobos     | 172%                              | 89%                               |
| Sao Hoả         | Deimos     | 451%                              | 234%                              |
| Sao Mộc         | Metis      | ~ 186%                            | ~ 94%                             |
| Sao Mộc         | Adrastea   | ~ 188%                            | ~ 95%                             |
| Sao Mộc         | Amalthea   | 175%                              | 88%                               |
| Sao Mộc         | Thebe      | 254%                              | 128%                              |
| Sao Thổ         | Pan        | 142%                              | 70%                               |
| Sao Thổ         | Atlas      | 156%                              | 78%                               |
| Sao Thổ         | Prometheus | 162%                              | 80%                               |
| Sao Thổ         | Pandora    | 167%                              | 83%                               |
| Sao Thổ         | Epimetheus | 200%                              | 99%                               |
| Sao Thổ         | Janus      | 195%                              | 97%                               |
| Sao Thiên Vương | Cordelia   | ~ 154%                            | ~ 79%                             |
| Sao Thiên Vương | Ophelia    | ~ 166%                            | ~ 86%                             |
| Sao Thiên Vương | Bianca     | ~ 183%                            | ~ 94%                             |
| Sao Thiên Vương | Cressida   | ~ 191%                            | ~ 98%                             |
| Sao Thiên Vương | Desdemona  | ~ 194%                            | ~ 100%                            |
| Sao Thiên Vương | Juliet     | ~ 199%                            | ~ 102%                            |
| Sao Hải Vương   | Naiad      | ~ 139%                            | ~ 72%                             |
| Sao Hải Vương   | Thalassa   | ~ 145%                            | ~ 75%                             |
| Sao Hải Vương   | Despina    | ~ 152%                            | ~ 78%                             |
| Sao Hải Vương   | Galatea    | 153%                              | 79%                               |
| Sao Hải Vương   | Larissa    | ~ 218%                            | ~ 113%                            |
| Sao Diêm Vương  | Charon     | 12,5: 1                           | 6,5: 1                            |